# Балыкшинский район
Балыкшинский район — единица административного деления Гурьевского округа, Казакской АССР, Западно-Казахстанской, Гурьевской и Атырауской областей, существовавшая в 1930—1933 и 1957—1988, 1990—1997 годах.
Гурьевский район с центром в городе Гурьеве был образован 22 сентября 1930 года в составе Гурьевского округа Казакской АССР путём объединения Испульского, Новобогатинского и Яманхалинского районов.
С декабря 1930 года район находился в прямом подчинении Казакской АССР, а в феврале 1932 года отошёл к Западно-Казахстанской области. С 1 июля 1933 года — вновь в составе Гурьевского округа.
31 августа 1933 из Гурьевский район был упразднён. Часть его территории была передана в восстановленный Испульский район, а часть образовала город окружного подчинения Гурьев с подведомственной территорией.
30 октября 1957 года Гурьевский район был восстановлен в составе Гурьевской области. Его центром стал посёлок Консервный комбинат.
25 апреля 1961 года Гурьевский район переименован в Балыкшинский район, а его центр — посёлок Консервный комбинат — в посёлок Балыкши.
В июле 1988 года Балыкшинский район был упразднён, но уже в августе 1990 года восстановлен.
21 мая 1997 года Балыкшинский район был ликвидирован, а его территория передана в подчинение Атырауской городской администрации.